# Brousse-le-Château
Brousse-le-Château (occitanska: Brossa) är en kommun i departementet Aveyron i regionen Occitanien i södra Frankrike. Kommunen ligger  i kantonen Saint-Rome-de-Tarn som ligger i arrondissementet Millau. År 2022 hade Brousse-le-Château 165 invånare.

## Befolkningsutveckling
Antalet invånare i kommunen Brousse-le-Château
Referens: INSEE

## Galleri

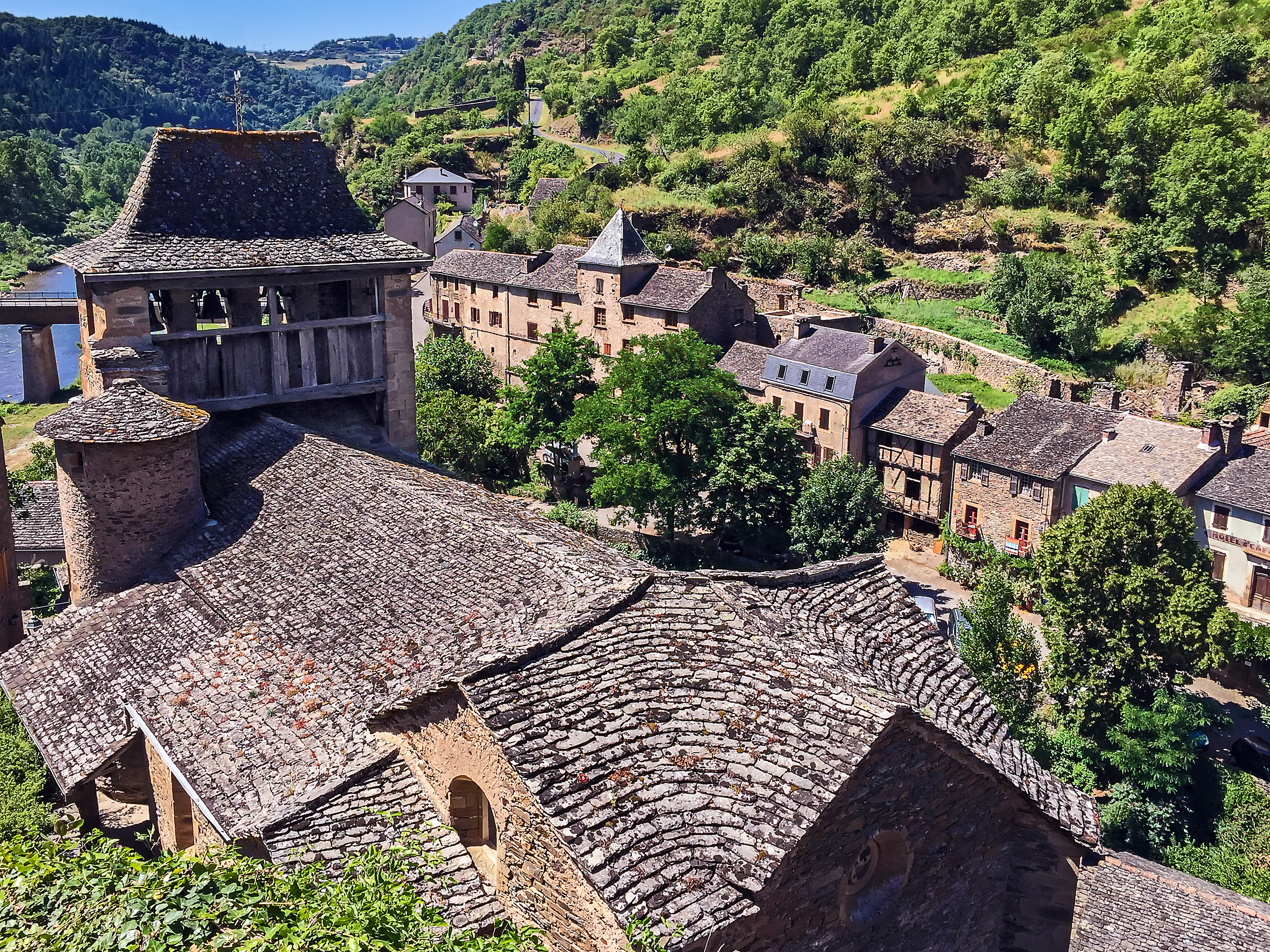
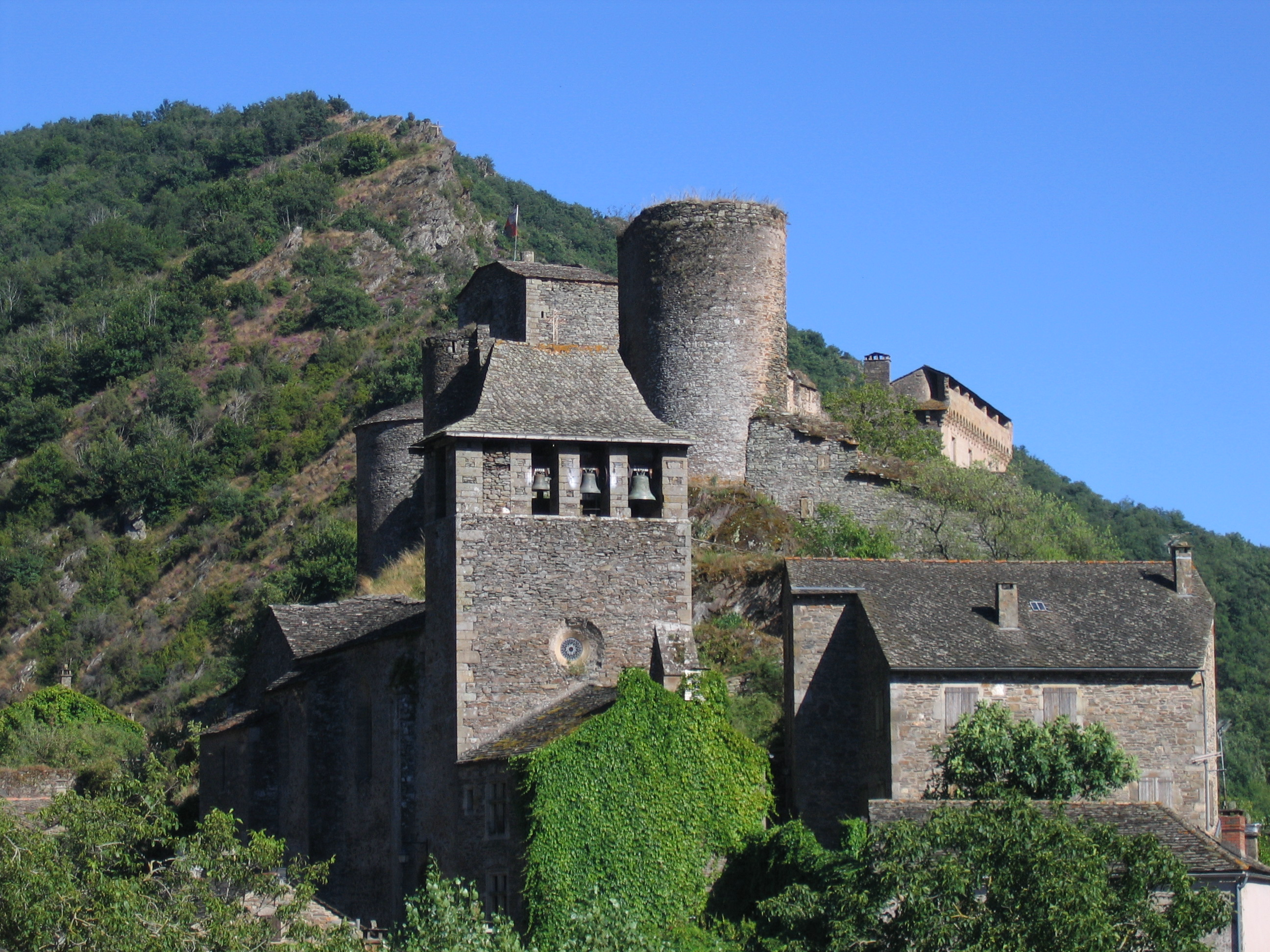
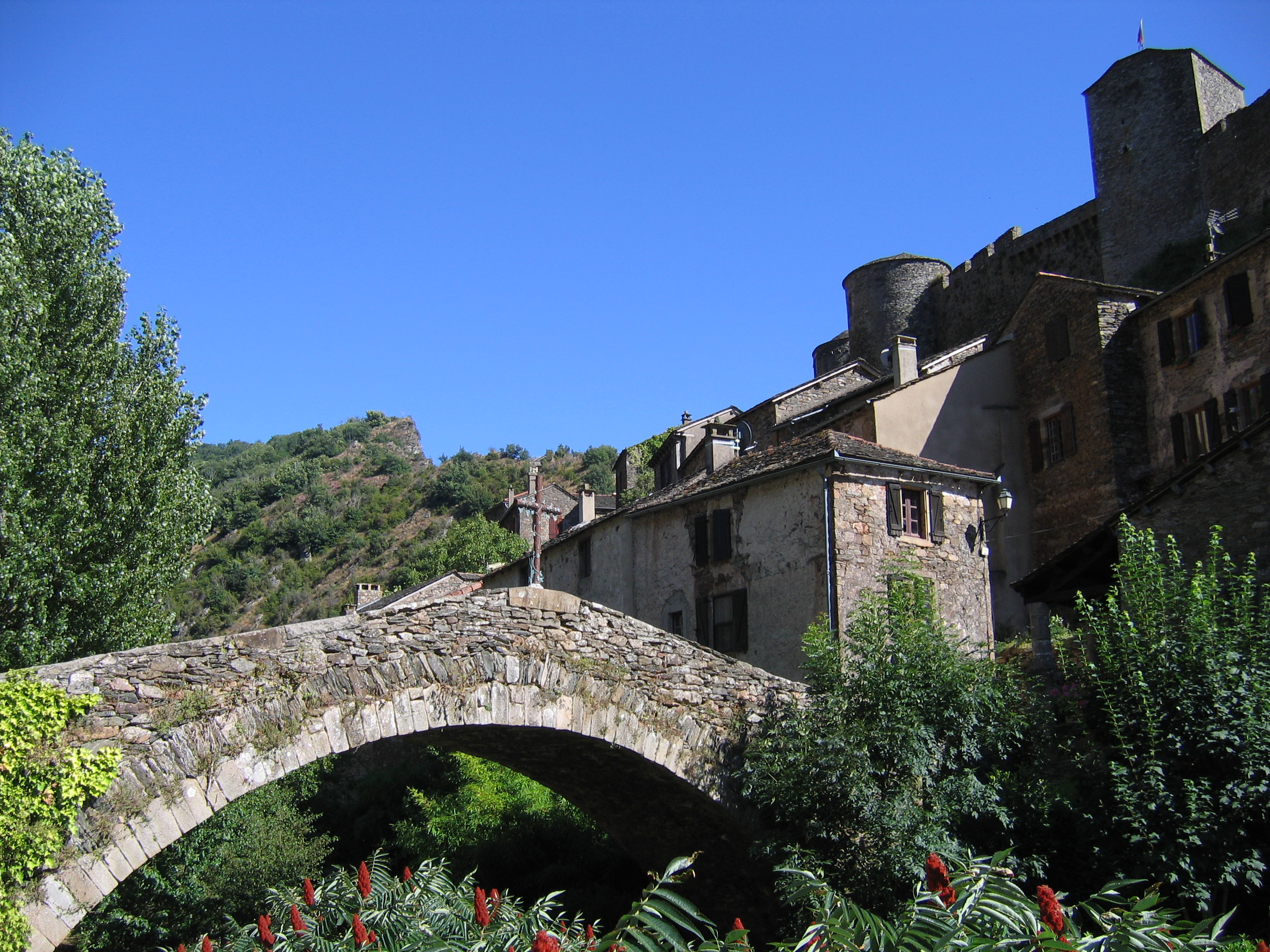
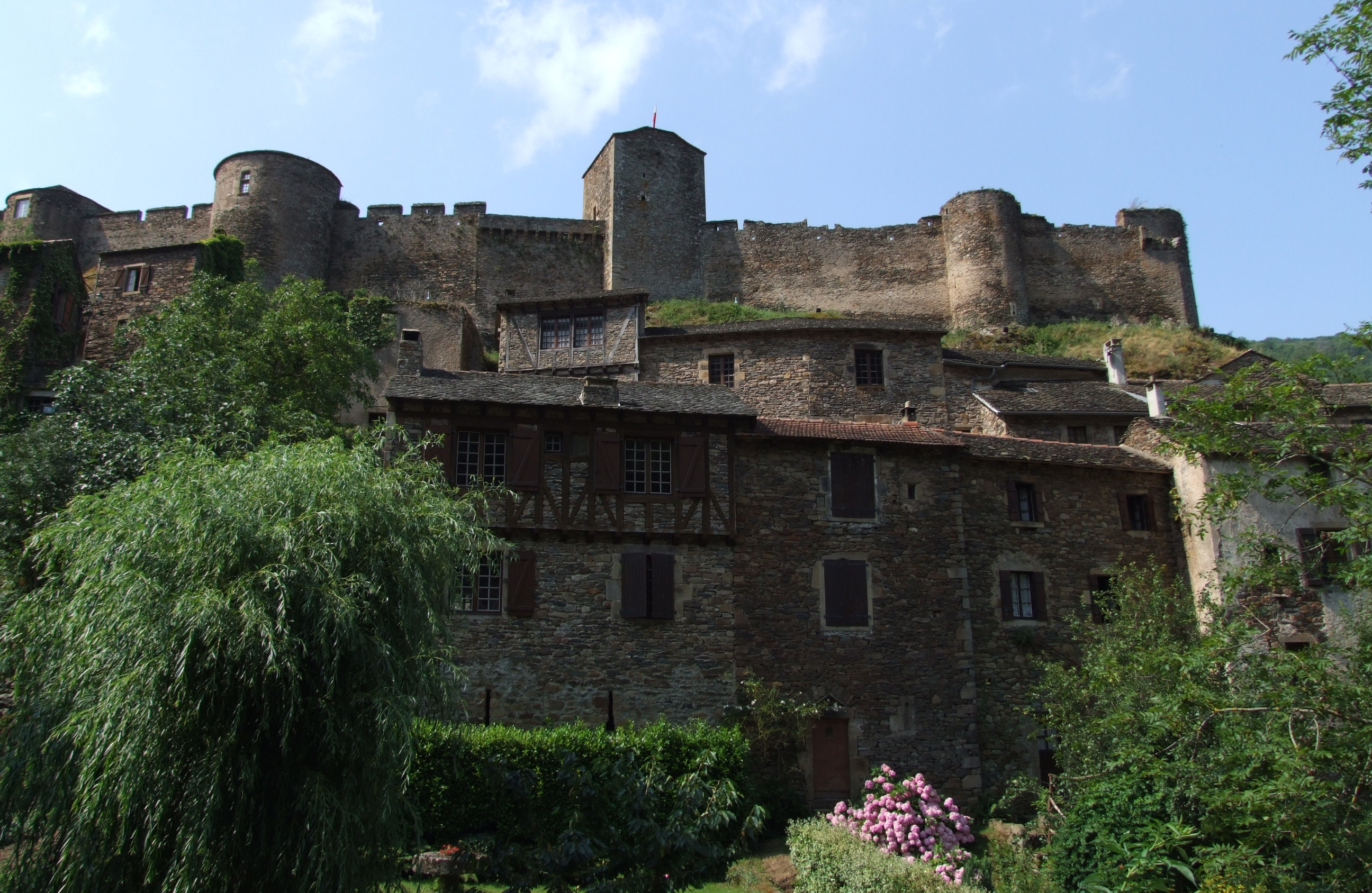
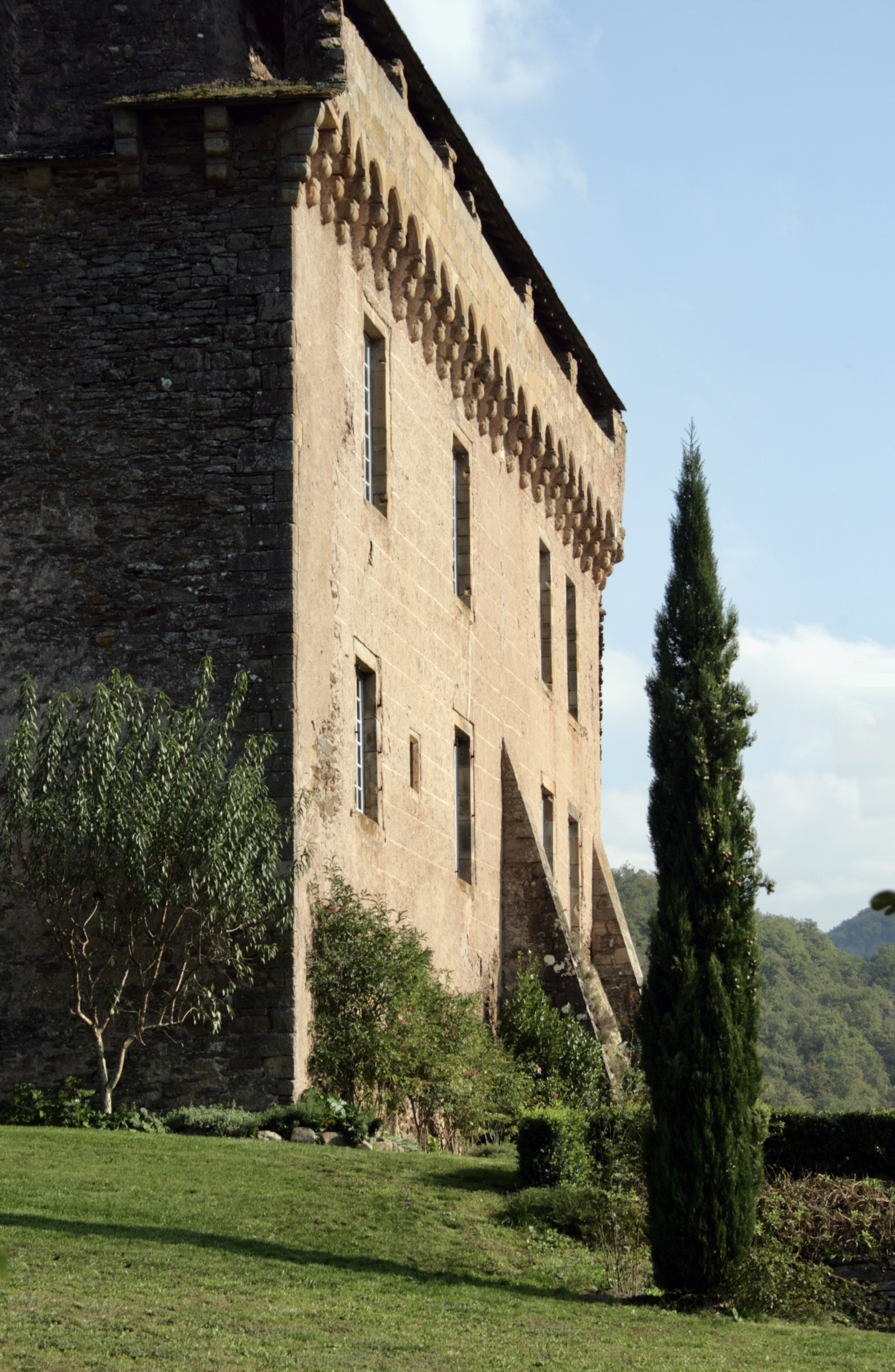